# 天空电视台3D频道
天空电视台3D频道，是天空电视台运用3D技术运营的电视频道，2010年4月3日开播当天该频道首次用3D技术向英国本土及爱尔兰内数以千计的酒吧转播了曼联与切尔西的足球大战。 2010年10月1日，天空电视台3D频道开始支持本地居民订购收看。 该频道每天播送14小时，内容包括电影、娱乐节目及体育赛事。

## 相关链接
- 官方网站